# Ercole Gallegati
Ercole Gallegati (Rávena, Italia, 21 de noviembre de 1911-19 de agosto de 1990) fue un deportista italiano especialista en lucha grecorromana donde llegó a ser medallista de bronce olímpico en Los Ángeles 1932.

## Carrera deportiva
En los Juegos Olímpicos de 1932 celebrados en Los Ángeles ganó la medalla de bronce en lucha grecorromana estilo peso wélter, tras el luchador sueco Ivar Johansson (oro) y el finlandés Väinö Kajander (plata). Posteriormente, tras el parón que supuso la Segunda Guerra Mundial, en las Olimpiadas de Londres 1948 volvió a ganar el bronce, en esta ocasión en la categoría de peso medio.